# The Money Master
The Money Master er en amerikansk stumfilm fra 1915 af George Fitzmaurice.

## Medvirkende
- Frank Sheridan som John Haggleton.
- Paul McAllister som Moran.
- Calvin Thomas som Philip Haggleton.
- Sam Reid som Gentle.
- Anne Meredith som Margaret Lawrence.